# 50-річчя заснування Національної премії України імені Тараса Шевченка (монета)
«50-рі́ччя заснува́ння Націона́льної пре́мії Украї́ни і́мені Тара́са Шевче́нка» — ювілейна монета номіналом 5 гривень, випущена Національним банком України, присвячена 50-річчю заснування Національної премії України імені Тараса Шевченка — найвищої в Україні премії в галузі літератури і мистецтва, публіцистики і журналістики, найпрестижнішій творчій відзнаці за вагомий внесок в українську культуру. Щорічно встановлюється п'ять національних премій у таких номінаціях: художня література, документальна і науково-критична література, музика, образотворче мистецтво, сценічне та екранне мистецтво.
Монету введено в обіг 12 травня 2011 року. Вона належить до серії «Українська спадщина».

## Опис монети та характеристики
| Номінал грн. | Метал      | Маса, г | Діаметр, мм | Якість виготовлення       | Гурт     | Тираж, штук |
| ------------ | ---------- | ------- | ----------- | ------------------------- | -------- | ----------- |
| 5            | нейзильбер | 16,54   | 35,0        | спеціальний анциркулейтед | рифлений | 35 000      |

### Аверс
На аверсі монети розміщено: угорі малий Державний Герб України і напис півколом — «НАЦІОНАЛЬНИЙ БАНК УКРАЇНИ», унизу номінал — «5 ГРИВЕНЬ», праворуч від якого — логотип Монетного двору Національного банку України та рік карбування монети — «2011»; композицію, що символізує номінації Національної премії України імені Тараса Шевченка, — розгорнута книга, перо, палітра, пензлі та на стилізованому тлі рядки з поезії Тараса Шевченка «І мертвим, і живим…» «… Учітесь, читайте,/ І чужому научайтесь,/ Й свого не цурайтесь. /» , а також факсиміле Т. Шевченка.

### Реверс
На реверсі монети розміщено: портрет Шевченка Т. Г. (праворуч), напис — «50 /РОКІВ/ НАЦІОНАЛЬНА/ ПРЕМІЯ/ УКРАЇНИ/ ІМЕНІ/ ТАРАСА / ШЕВЧЕНКА» (ліворуч), унизу — стилізована гілка.

## Автори

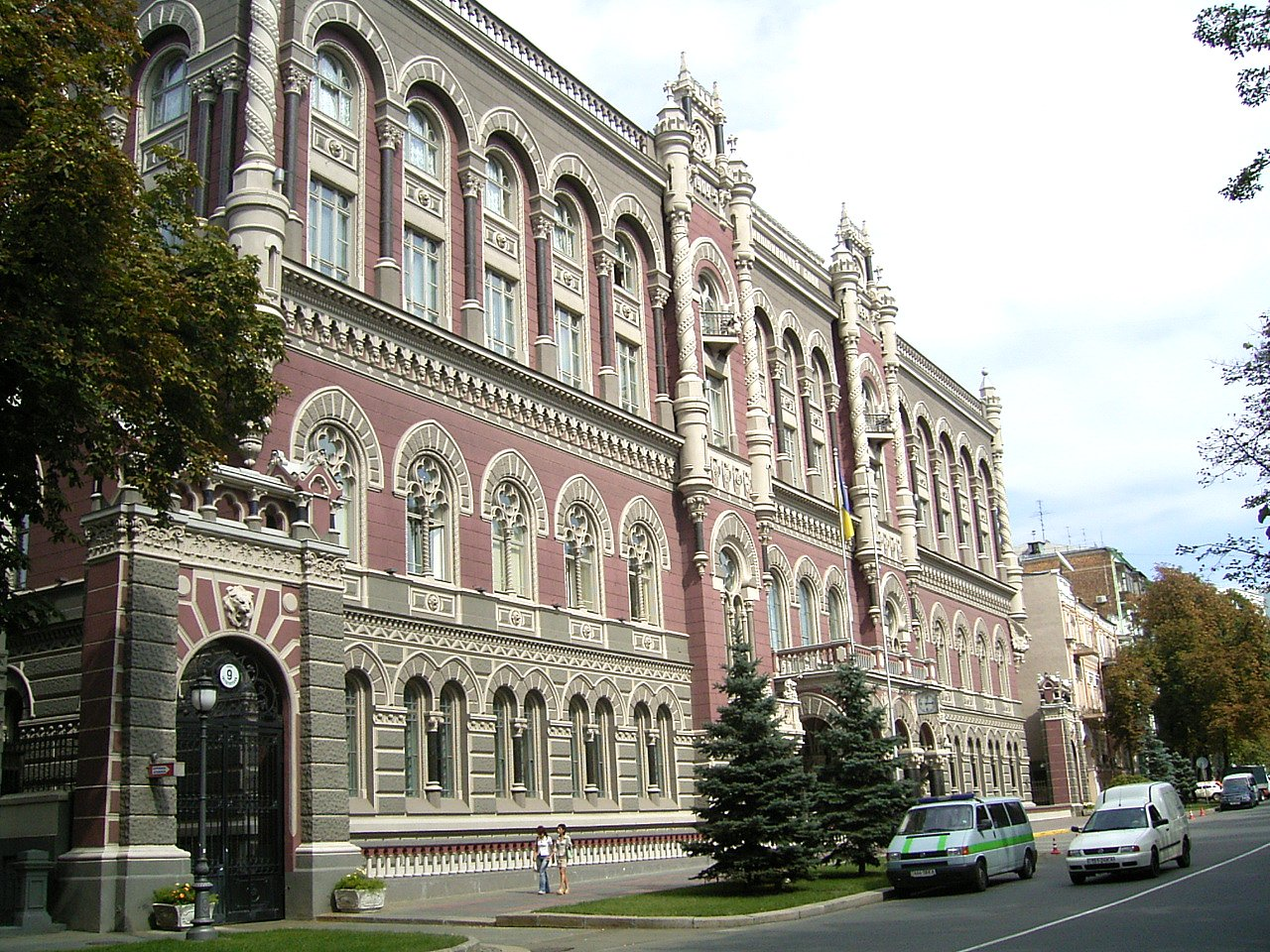
Будівля Національного банку України

- Художники: Таран Володимир, Харук Олександр, Харук Сергій.
- Скульптори: Дем'яненко Володимир, Іваненко Володимир.

## Вартість монети
Під час введення монети в обіг у 2011 році, Національний банк України реалізовував монету через свої філії за ціною 20 гривень.
Фактична приблизна вартість монети з роками змінювалася так:
| Рік        | 2012 | 2013 | 2014 | 2015 | 2016 | 2017 | 2018 | 2019 | 2020 | 2021 | 2022 | 2023 | 2024 | 2025 |
| ---------- | ---- | ---- | ---- | ---- | ---- | ---- | ---- | ---- | ---- | ---- | ---- | ---- | ---- | ---- |
| Ціна, грн. | 25   | 35   | 25   | 35   | 44   | 65   | 65   | 70   | 70   | 75   | 90   | 145  | 250  | 250  |